# فهرست میزان خودکشی کشورهای سازمان همکاری اقتصادی و توسعه

کشورهای عضو سازمان همکاری اقتصادی و توسعه (تا سال ۲۰۱۰)

| رتبه | کشور         | سال  | مردان | زنان | مجموع |
| ---- | ------------ | ---- | ----- | ---- | ----- |
| ۱.   | کره جنوبی    | ۲۰۰۹ | ۳۹٫۳  | ۱۹٫۷ | ۲۸٫۴  |
| ۲.   | مجارستان     | ۲۰۰۹ | ۳۳٫۸  | ۸    | ۱۹٫۸  |
| ۳.   | ژاپن         | ۲۰۰۹ | ۲۹٫۲  | ۱۰٫۵ | ۱۹٫۷  |
| ۴.   | فنلاند       | ۲۰۰۹ | ۲۶    | ۸٫۹  | ۱۷٫۳  |
| ۵.   | اسلوونی      | ۲۰۰۹ | ۲۸٫۲  | ۶٫۷  | ۱۷٫۲  |
| ۶.   | استونی       | ۲۰۰۹ | ۳۱٫۲  | ۴٫۸  | ۱۶٫۸  |
| ۷.   | بلژیک        | ۲۰۰۵ | ۲۴٫۶  | ۸٫۴  | ۱۶٫۲  |
| ۸.   | سویس         | ۲۰۰۷ | ۲۰٫۶  | ۸٫۷  | ۱۴٫۳  |
| ۹.   | فرانسه       | ۲۰۰۸ | ۲۱٫۶  | ۶٫۸  | ۱۳٫۸  |
| ۱۰.  | لهستان       | ۲۰۰۸ | ۲۳٫۳  | ۳٫۵  | ۱۲٫۹  |
| ۱۱.  | اتریش        | ۲۰۰۹ | ۱۹٫۷  | ۵٫۲  | ۱۲    |
| ۱۲.  | جمهوری چک    | ۲۰۰۹ | ۲۰٫۱  | ۳٫۴  | ۱۱٫۴  |
| ۱۳.  | ایرلند       | ۲۰۰۹ | ۱۸    | ۴٫۶  | ۱۱٫۳  |
| ۱۴.  | نیوزیلند     | ۲۰۰۷ | ۱۷٫۸  | ۵    | ۱۱٫۲  |
| ۱۵.  | سوئد         | ۲۰۰۸ | ۱۶٫۱  | ۶    | ۱۱    |
| ۱۶.  | شیلی         | ۲۰۰۷ | ۱۸٫۵  | ۴٫۱  | ۱۱    |
| ۱۷.  | نروژ         | ۲۰۰۹ | ۱۵٫۷  | ۶٫۲  | ۱۰٫۹  |
| ۱۸.  | ایالات متحده | ۲۰۰۷ | ۱۷٫۱  | ۴٫۳  | ۱۰٫۵  |
| ۱۹.  | ایسلند       | ۲۰۰۹ | ۱۶٫۶  | ۳٫۹  | ۱۰٫۳  |
| ۲۰.  | کانادا       | ۲۰۰۴ | ۱۵٫۷  | ۴٫۹  | ۱۰٫۲  |
| ۲۱.  | دانمارک      | ۲۰۰۶ | ۱۵٫۳  | ۵٫۳  | ۹٫۹   |
| ۲۲.  | اسلواکی      | ۲۰۰۹ | ۱۷٫۹  | ۱٫۷  | ۹٫۳   |
| ۲۳.  | آلمان        | ۲۰۰۶ | ۱۴٫۵  | ۴٫۳  | ۹٫۱   |
| ۲۴.  | هلند         | ۲۰۰۹ | ۱۱٫۲  | ۴٫۶  | ۷٫۸   |
| ۲۵.  | لوکزامبورگ   | ۲۰۰۸ | ۱۳٫۳  | ۲٫۷  | ۷٫۸   |
| ۲۶.  | استرالیا     | ۲۰۰۶ | ۱۱٫۹  | ۳٫۳  | ۷٫۵   |
| ۲۷.  | پرتغال       | ۲۰۰۹ | ۱۲٫۵  | ۲٫۹  | ۷٫۳   |
| ۲۸.  | انگلستان     | ۲۰۰۹ | ۹٫۸   | ۲٫۶  | ۶٫۲   |
| ۲۹.  | اسپانیا      | ۲۰۰۸ | ۹٫۷   | ۲٫۶  | ۶     |
| ۳۰.  | اسرائیل      | ۲۰۰۸ | ۸٫۸   | ۱٫۶  | ۵     |
| ۳۱.  | ایتالیا      | ۲۰۰۷ | ۸     | ۲٫۱  | ۴٫۹   |
| ۳۲.  | مکزیک        | ۲۰۰۸ | ۷٫۵   | ۱٫۵  | ۴٫۴   |
| ۳۳.  | ترکیه        | ۲۰۰۸ | ۵٫۳۶  | ۲٫۵۰ | ۳٫۹۴  |
| ۳۴.  | یونان        | ۲۰۰۹ | ۴٫۸   | ۰٫۸  | ۲٫۸   |